# King Abdullah II Stadium
Das King Abdullah II Stadium (arabisch ملعب الملك عبد الله الثاني) ist ein Fußballstadion mit Leichtathletikanlage in der jordanischen Stadt Al-Quwaisima im Gouvernement Amman. Die Anlage liegt rund 10 Kilometer südöstlich vom Zentrum der Hauptstadt Amman entfernt und bietet 18.000 Plätze. Es ist die Heimspielstätte des Fußballvereins al-Wihdat aus der Jordan League. Auch die jordanische Fußballnationalmannschaft trägt in diesem Stadion Länderspiele aus. 

## Geschichte
Der Bau konnte 1998 eröffnet werden. Benannt wurde es nach dem jordanischen König Abdullah II. bin al-Hussein und ist nach dem Amman International Stadium das zweitgrößte Stadion des Landes. Die umlaufenden Stadionmauern lassen den Bau wie eine Festung erscheinen. 2000 wurden hier alle Partien der erstmals ausgetragenen Fußball-Westasienmeisterschaft ausgetragen. Für die Fußball-Westasienmeisterschaft 2010 wurde die Anlage renoviert. Bei diesem Turnier war es alleiniger Spielort. 2016 war es, neben drei anderen Stadien, Austragungsort der U-17-Fußball-Weltmeisterschaft der Frauen. Es fanden u. a. die beiden Halbfinalspiele statt. Zwei Jahre später wurden, neben dem Amman International Stadium, Spiele der Fußball-Asienmeisterschaft der Frauen 2018 im King Abdullah II Stadium ausgetragen. Auch hier war das Stadion, neben den Gruppenspielen, Schauplatz der Halbfinalpartien. 